# Seven Dwarfs Mine Train
De Seven Dwarfs Mine Train is een stalen mijntreinachtbaan in het Amerikaanse attractiepark Magic Kingdom en het Chinese attractiepark Shanghai Disneyland. De achtbaan is te vinden in het themagebied Fantasyland en staat in het teken van de Zeven Dwergen uit de film Sneeuwwitje en de zeven dwergen.

## Technisch
De attractie is ontworpen door Walt Disney Imagineering. Tijdens de 2:30 minuten durende rit wordt een topsnelheid van 55 km/u behaald. De hoogste afdaling is 13,7 meter. De fabrikant van de achtbaan is Vekoma uit Nederland.

## Locaties

### Magic Kingdom
In 2010 begin een grootschalige renovatie van Fantasyland. Onder het mom van deze renovatie sloot in mei 2012 de attractie Snow White's Scary Adventures. Ook andere attracties en ontmoetingsplaatsen met karakters sloten om plaats te maken voor de bouw van Seven Dwarfs Mine Train. Op 28 mei 2014 werd de achtbaan officieel geopend voor het publiek.

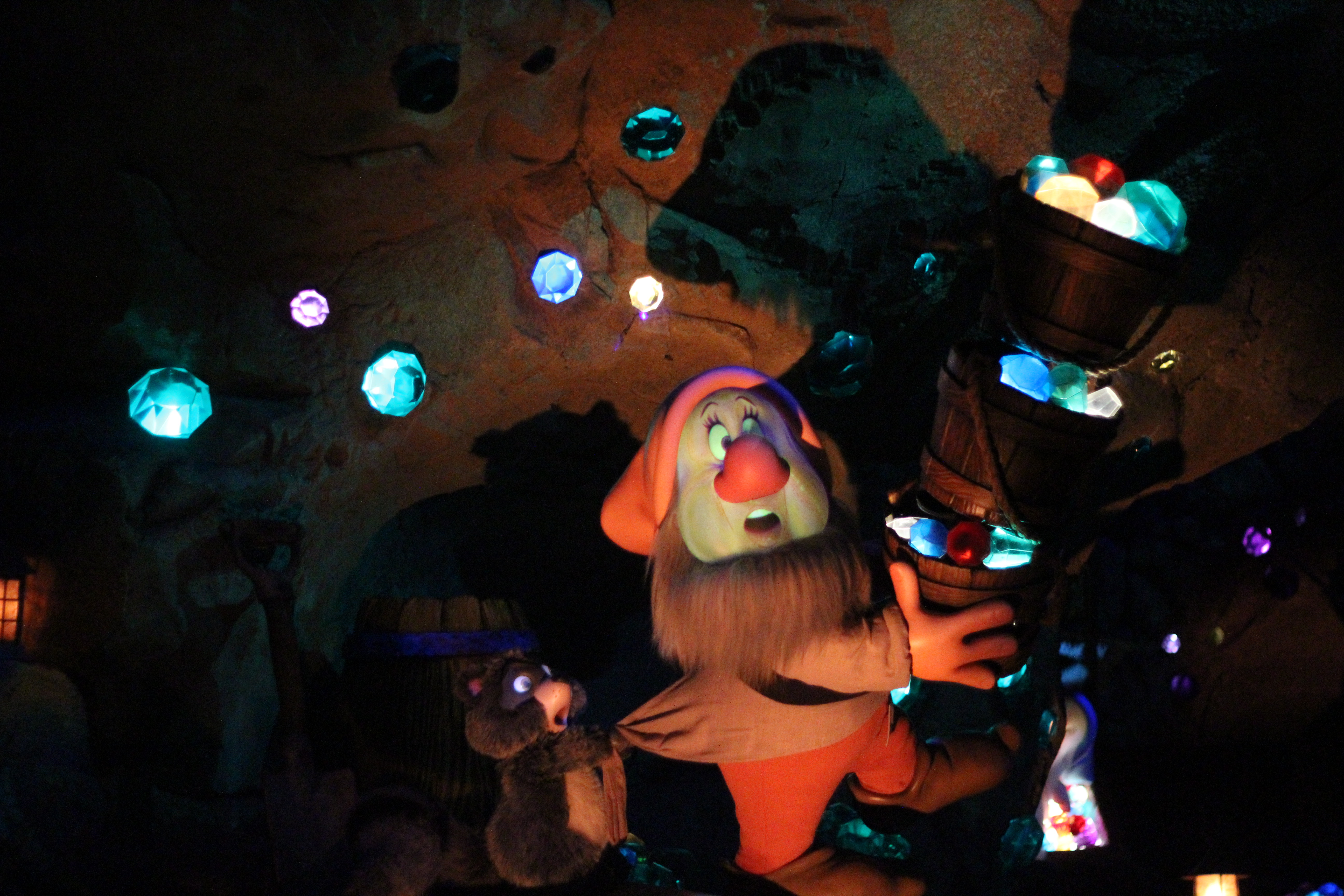
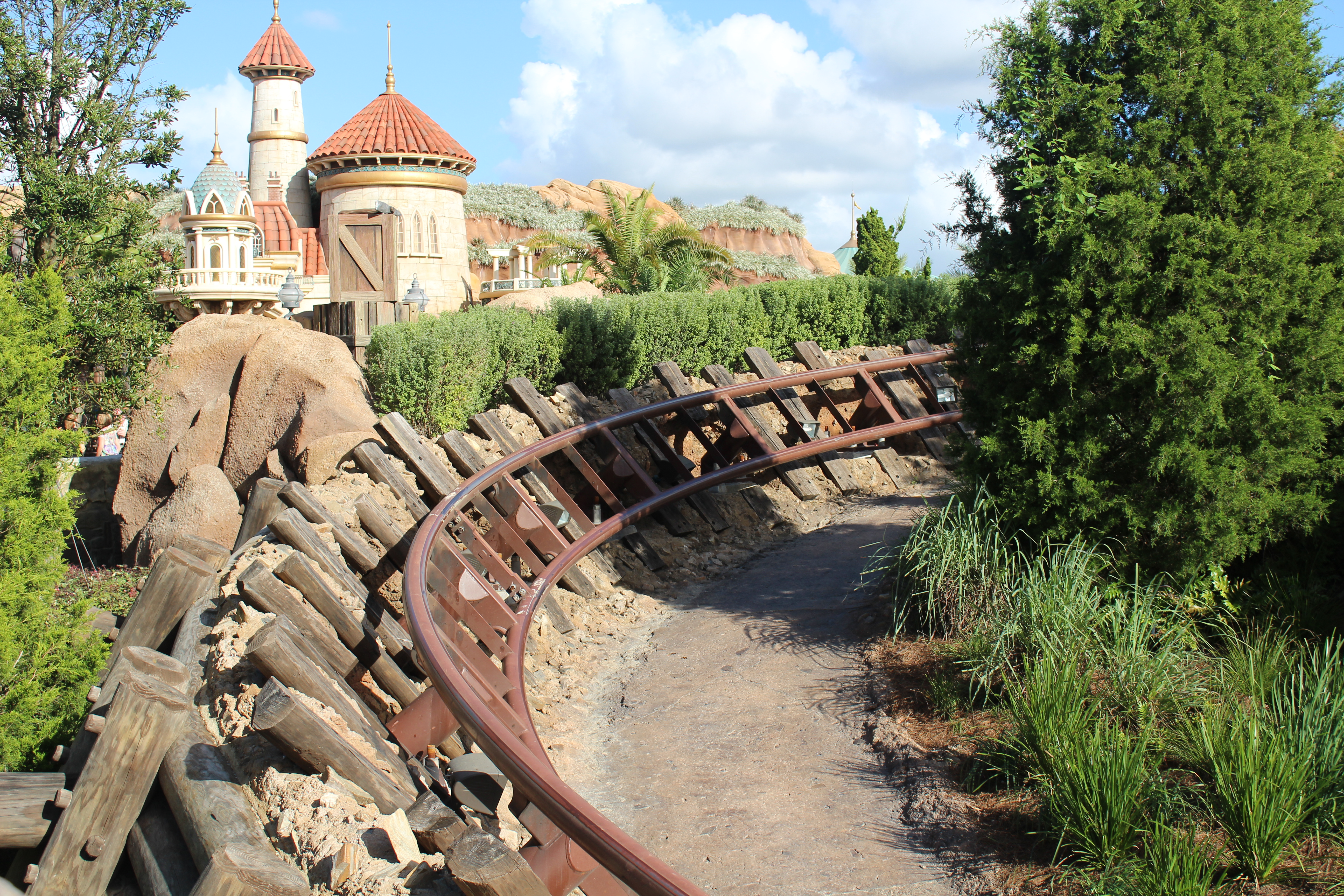
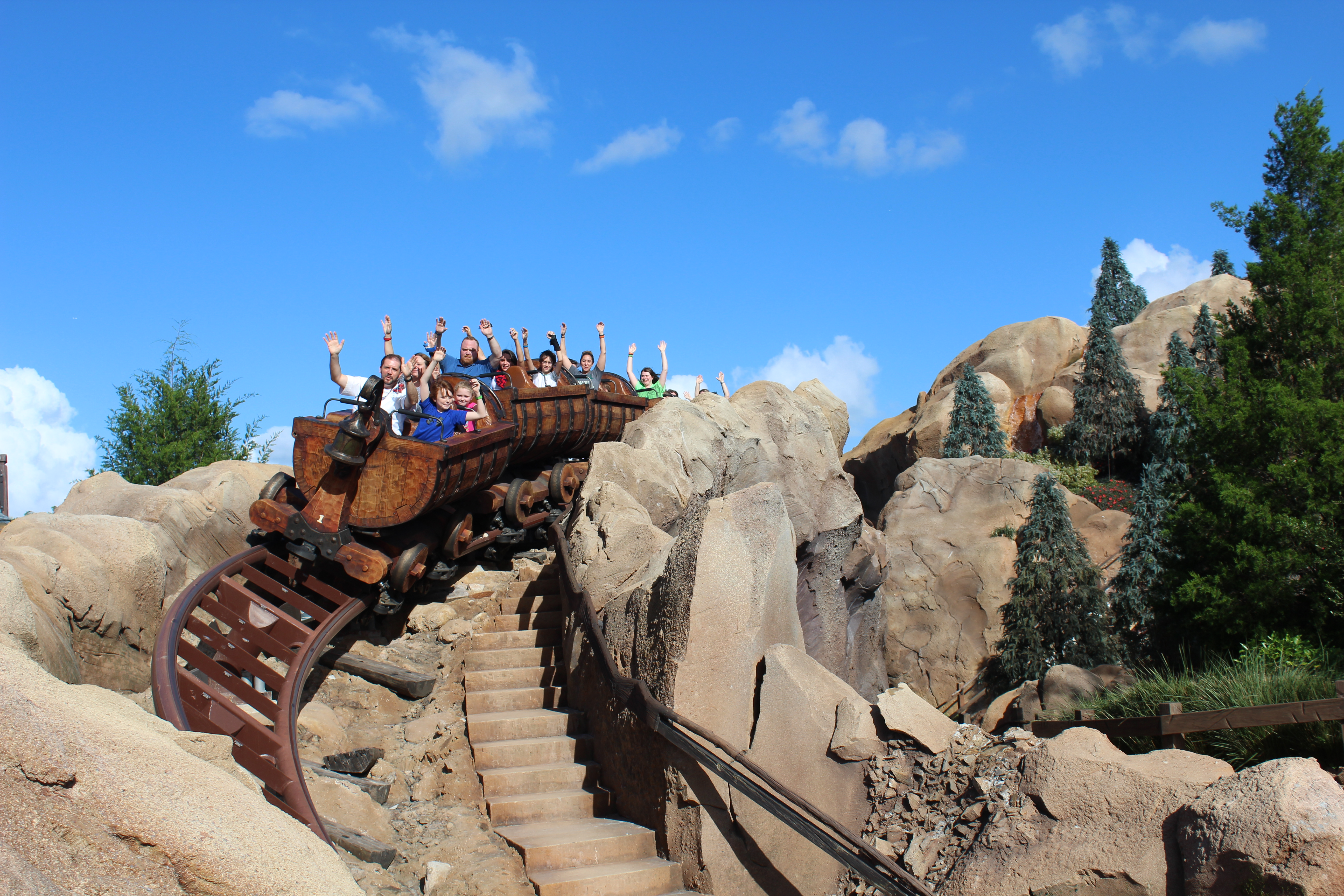
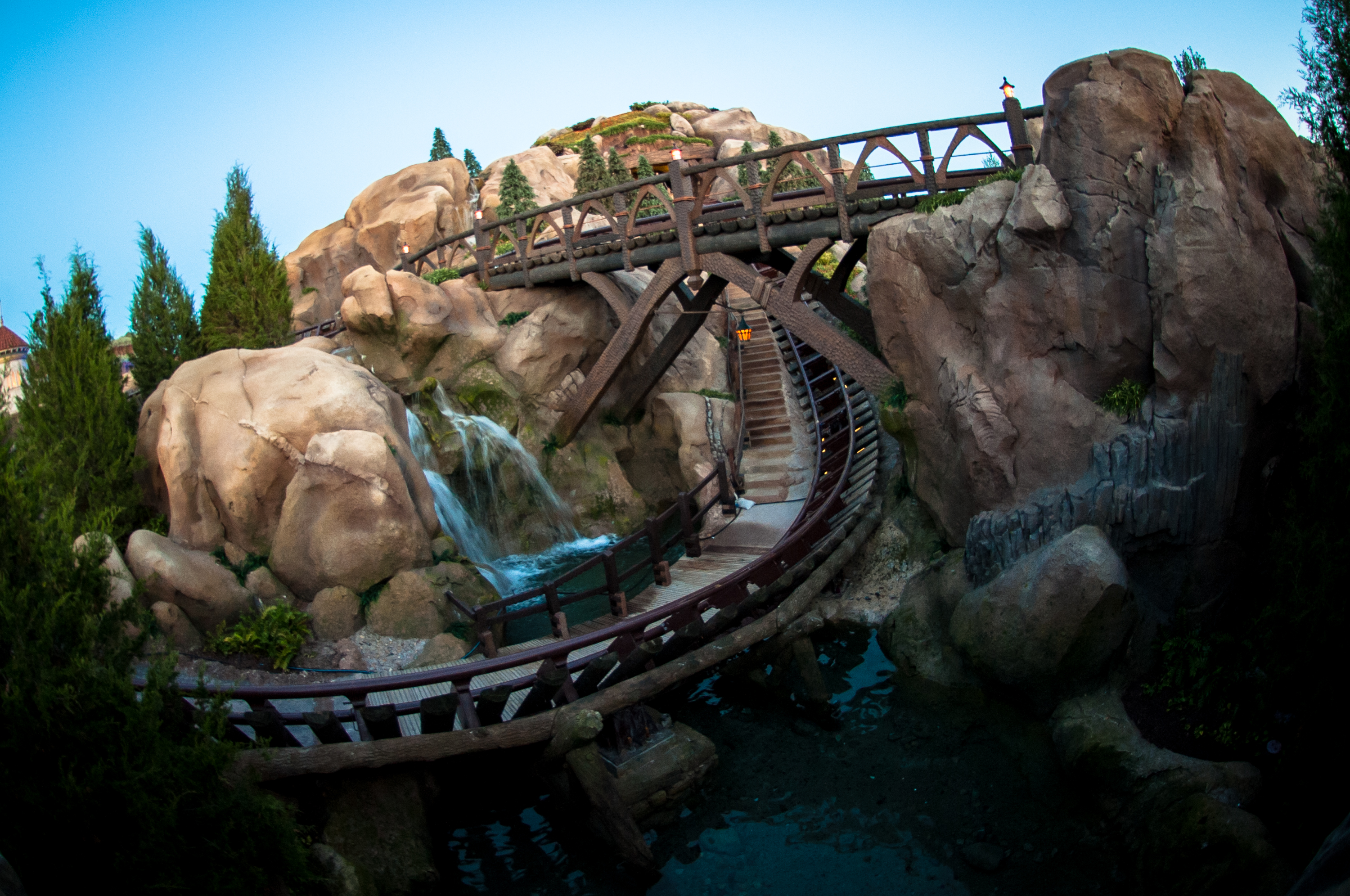

### Shanghai Disneyland
De achtbaan opende op 16 juni 2016 tegelijk met de rest van het park. De attracties vrijwel een exacte kopie van de attractie in het Magic Kingdom. Alleen de laatste scène dat Sneeuwwitje danst met de Zeven Dwergen ontbreekt in Shanghai Disneyland.

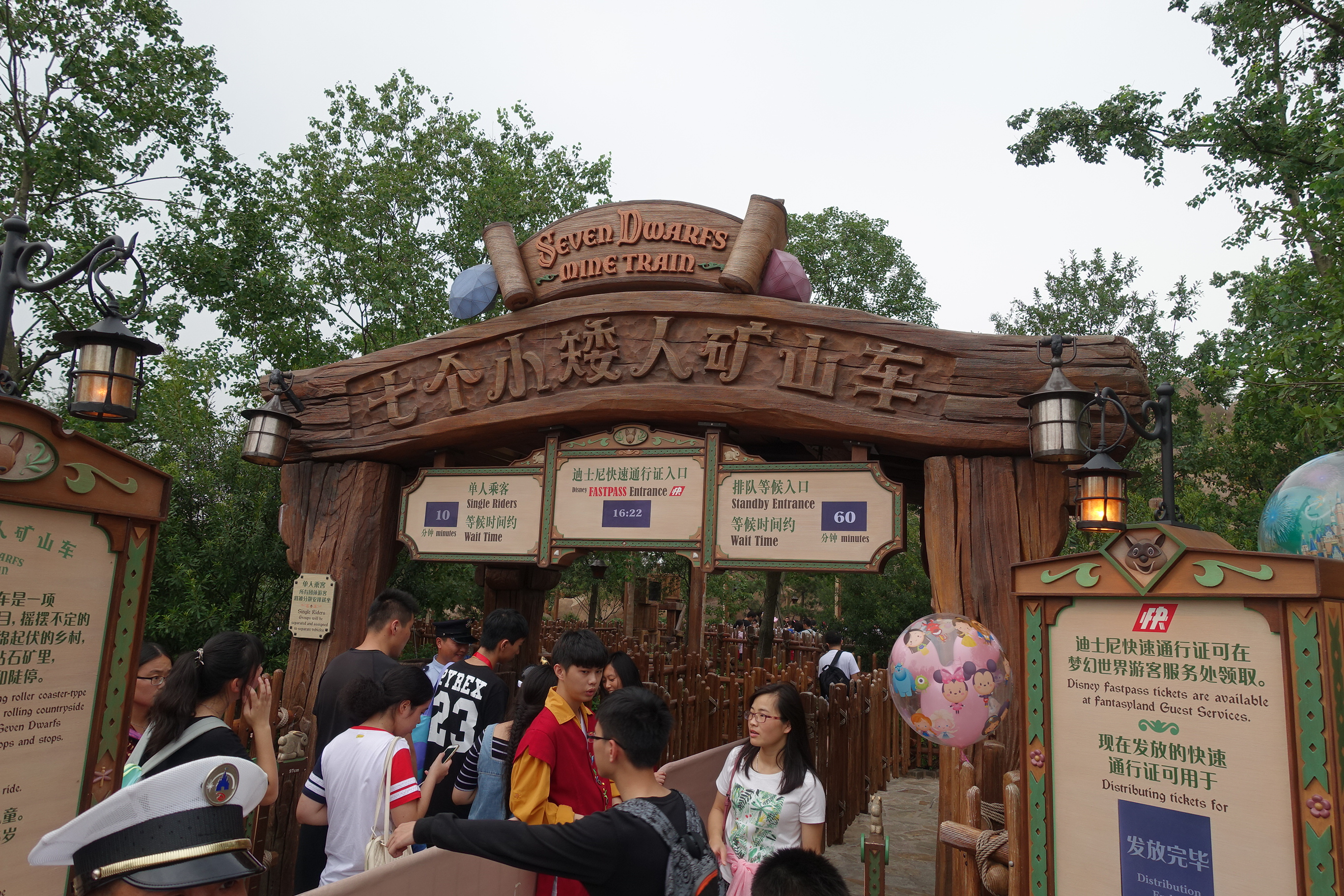
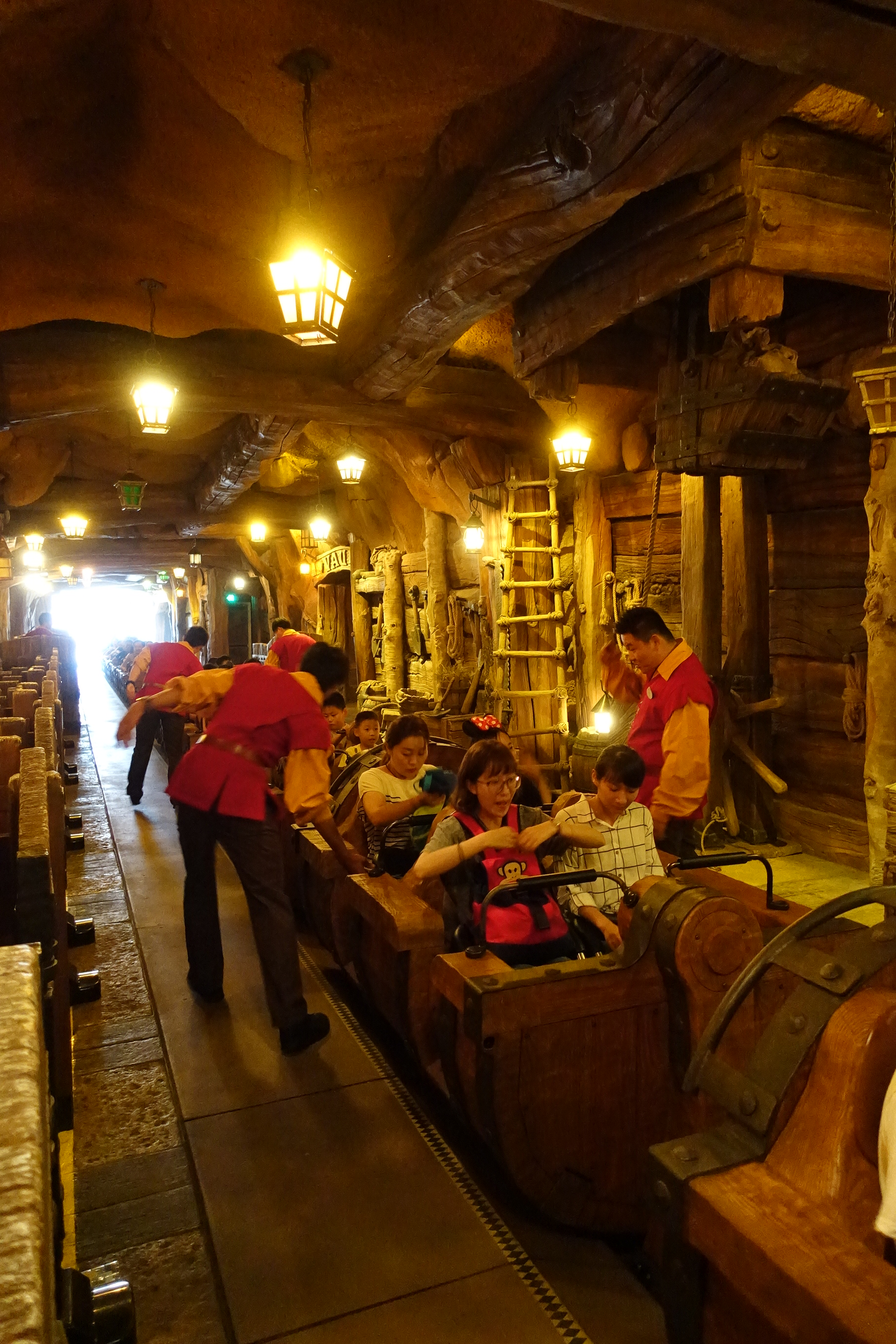
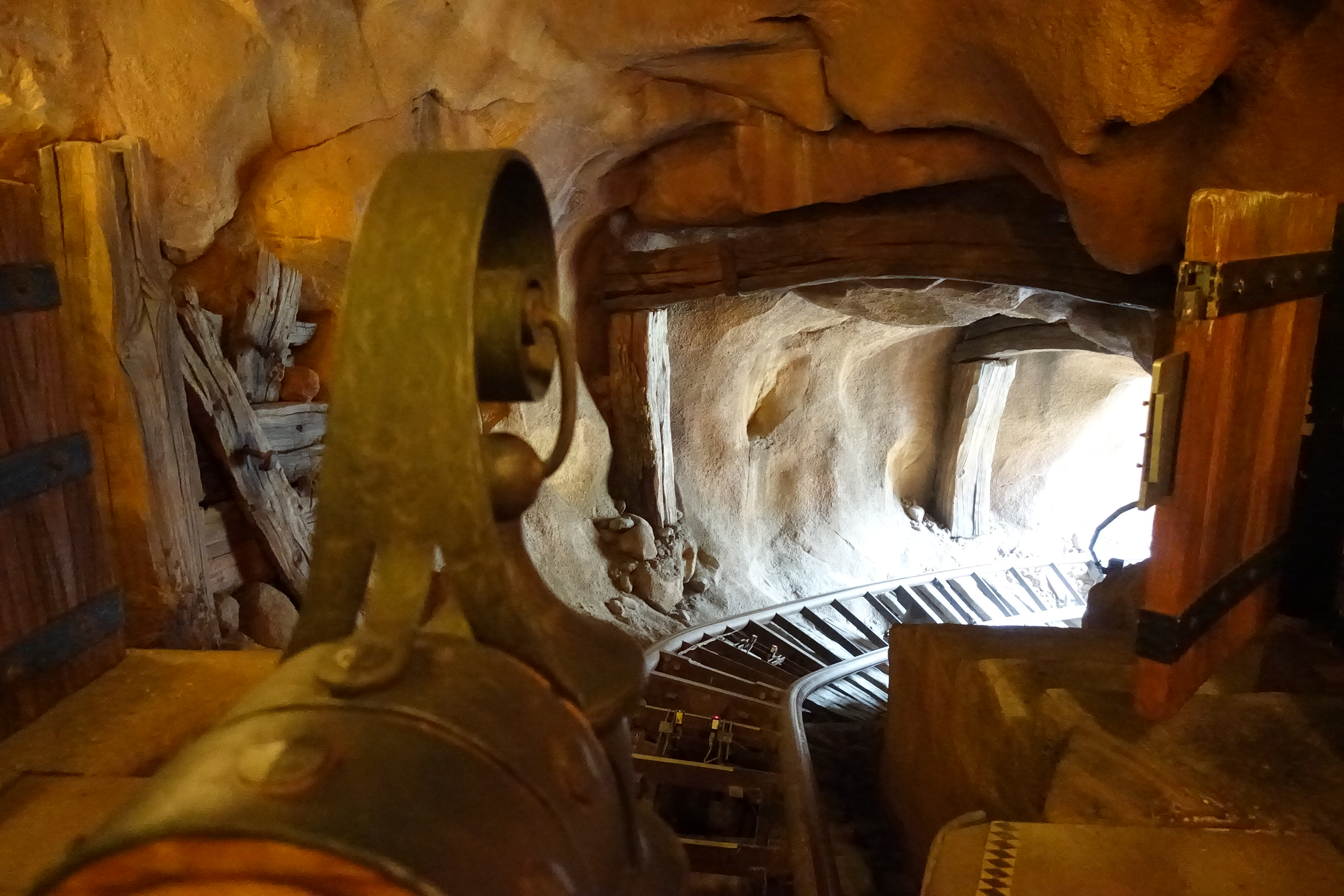
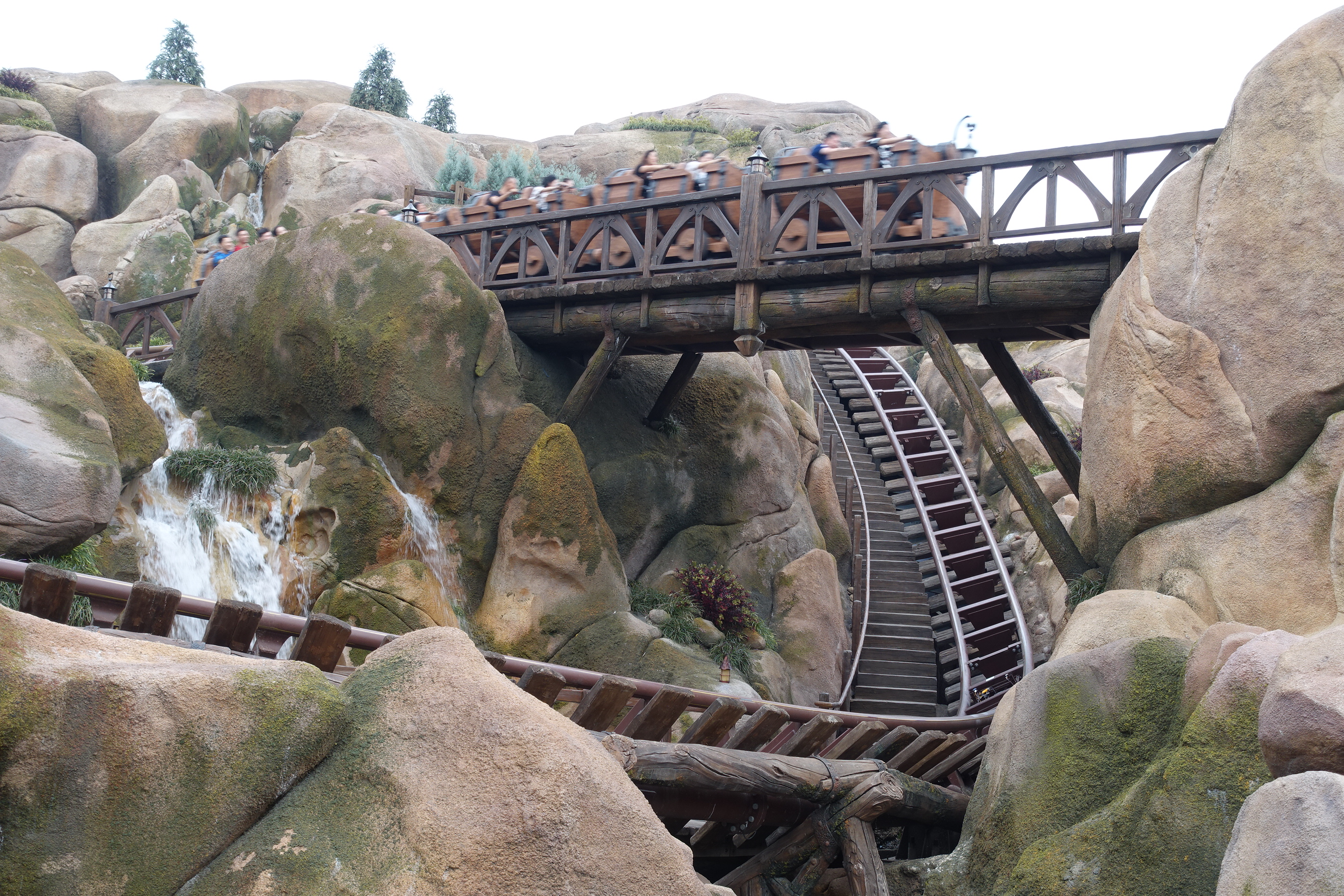
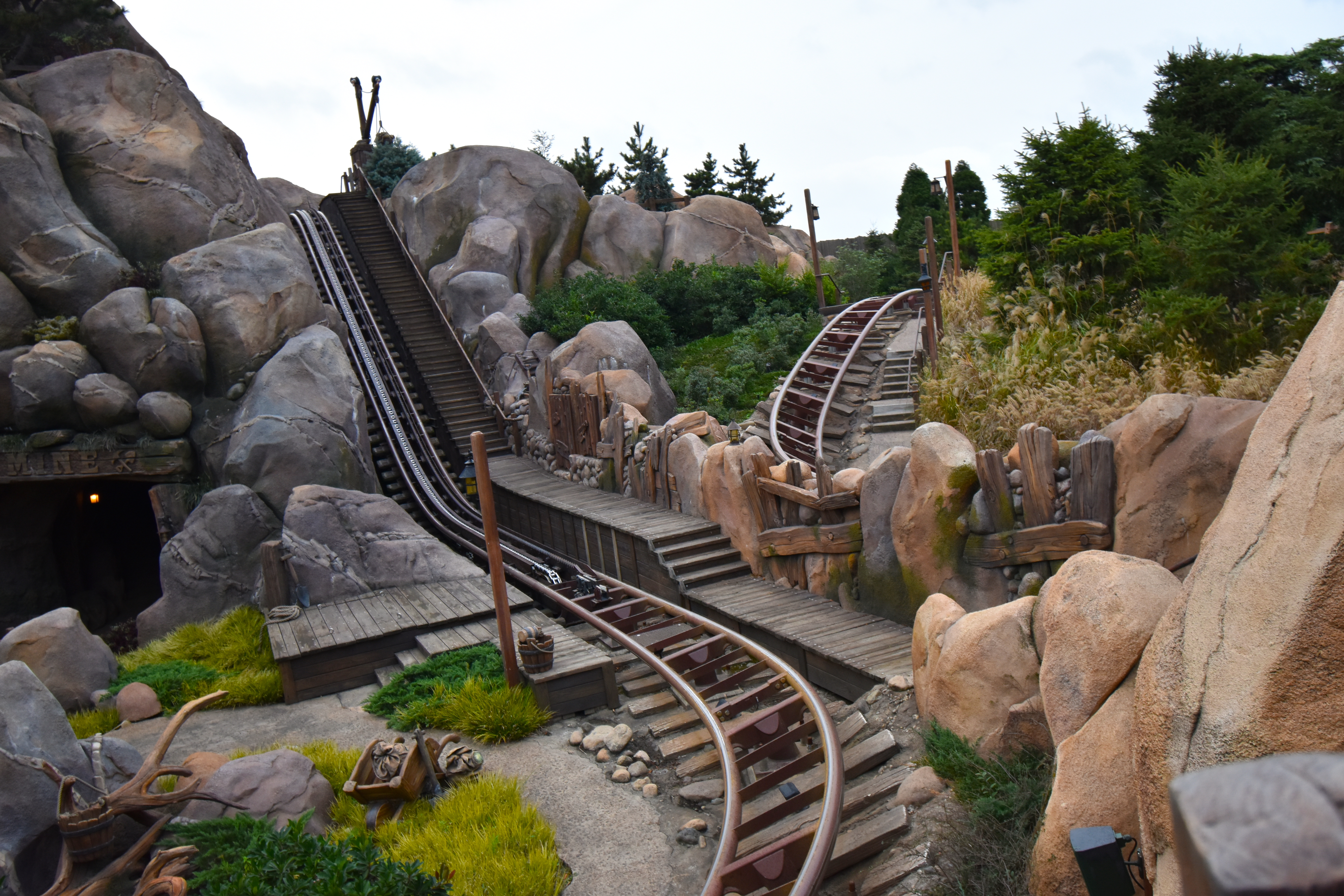

Walt Disney World Resort · Cinderella Castle · Lijst van attracties in Magic Kingdom · Afbeeldingen
Shanghai Disney Resort · Lijst van attracties in Shanghai Disneyland